# Copa México 1946-47
La Copa México 1946-47 fue la trigésimo primera edición de la Copa México, la cuarta en la era profesional.
El torneo empezó el 15 de junio de 1947 y concluyó el 3 de julio de ese mismo año en el Estadio de la Ciudad de los Deportes en la Ciudad de México en el cual el equipo de Moctezuma de Orizaba logró el título por segunda vez con una victoria sobre el Club Deportivo Oro con un marcador de 3-4.
El torneo contó con la participación de 15 equipos. 

## 1ª Ronda
Esta primera ronda se jugó el 15 de junio, el Club Deportivo Marte participó hasta la siguiente ronda.
| Equipo 1             | Resultado       | Equipo 2         |
| -------------------- | --------------- | ---------------- |
| Atlante              | 4–3             | Club América     |
| CD Oro               | 1–0             | Guadalajara      |
| Moctezuma de Orizaba | 3–3 (4–3 des.)* | Atlas            |
| Puebla FC            | 2–1             | ADO              |
| San Sebastián        | 0–2             | Real Club España |
| Veracruz             | 2–1             | Club León        |
| Tampico              | 2–1             | Asturias F.C.    |

(*) Se disputó un partido de desempate el 17 de junio.

## Cuartos de final
Los cuartos de final se jugaron el 22 de junio
| Equipo 1             | Resultado | Equipo 2             |
| -------------------- | --------- | -------------------- |
| CD Oro               | 2-0       | Tampico              |
| Veracruz             | 4–2       | Atlante              |
| Puebla FC            | 2-1       | Real Club España     |
| Club Deportivo Marte | 2–4       | Moctezuma de Orizaba |

## Semifinales
Las semifinales se jugaron el 26 de junio
| Equipo 1             | Resultado       | Equipo 2  |
| -------------------- | --------------- | --------- |
| Moctezuma de Orizaba | 2-0             | Veracruz  |
| CD Oro               | 0-0 (1–0 des.)* | Puebla FC |

(*) Se disputó un partido de desempate el 29 de junio.

## Final
La Final se jugó el 3 de julio, en el Estadio de la Ciudad de los Deportes de la Ciudad de México.
| 3 de julio                                            | Club Deportivo Oro                        | 3 - 4 | Moctezuma de Orizaba                                          | Ciudad de los Deportes, Ciudad de México |  |
|                                                       | Carlos Círico 3', 15' · tilio Mellone 20' |       | Daniel Muñoz 8' · Julio Ayllón 60', 85' · Honorio Arteaga 73' |                                          |  |
| Moctezuma de Orizaba gana la final del torneo de copa |                                           |       |                                                               |                                          |  |

|                                         |
| Campeón Moctezuma de Orizaba 2.o título |

| Predecesor: 1945/46 | Temporadas de la Copa de México 1946/47 | Sucesor: 1947/48 |

## Datos
- México - Estadísticas del Torneo de Copa 1945/1946 en México. (RSSSF)

- Datos: Q4565694